# Hualpén
Hualpén este un oraș cu 88.046 locuitori (2006) din regiunea Biobío, Chile.